# Dancer from the Dance
Dancer from the Dance foi publicado em 1978 em língua inglesa por Andrew Holleran.

## Enredo
Malone, um belo homem, decide descobrir a cena gay de Nova York. Experimentando bares, saunas e orgias em busca de um companheiro, acaba por encontrar Sutherland, uma "queen" cosmopolita especialmente incisiva e satírica nas suas observações.